# Ovoa
Óvoa is een dorp in de Portugese gemeente Santa Comba Dão en telt 1007 inwoners (2001). Het dorp was vroeger een deelgemeente (freguesia). Sinds de administratieve reorganisatie van Portugese freguesias in 2012/2013 is Óvoa onderdeel van de freguesia van 'Óvoa en Vimieiro'. 